# Hermann Bürgi

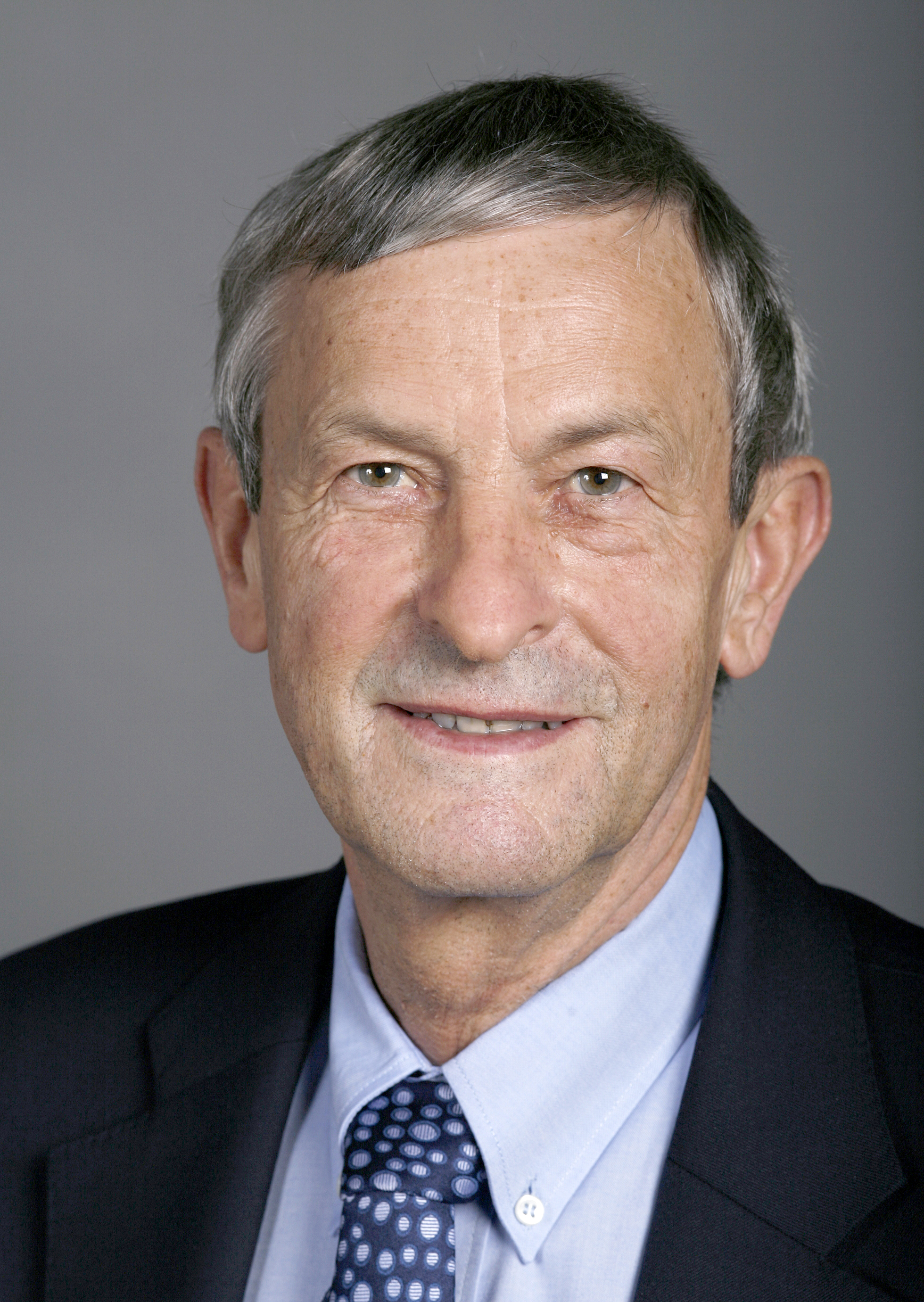
Hermann Bürgi

Hermann Bürgi (* 18. Februar 1946 in Frauenfeld) ist ein Schweizer Politiker (SVP). Er vertrat den Kanton Thurgau von 1999 bis 2011 im Ständerat.
Bürgi ist als Rechtsanwalt tätig (Dr. iur.) und Seniorpartner in einer Frauenfelder Anwaltskanzlei. Er ist verheiratet, Vater von zwei Kindern und in Dussnang wohnhaft.
Bürgi hat in Zürich studiert und erhielt 1973 das Anwaltspatent. Seine politische Karriere startete er 1974 als Mitglied der Schulvorsteherschaft Dussnang. 1976 wurde er in den Grossen Rat des Kantons Thurgau gewählt. Aus beiden Ämtern trat er 1986 zurück, da er zum Regierungsrat gewählt wurde, dem er bis 1996 angehörte. Während seiner Zeit als Regierungsrat stand er den zwei Departementen Justiz und Sicherheit und Erziehung und Kultur vor, 1989 und 1994 war er Regierungspräsident. Bei den Wahlen 1999 wurde er zusammen mit Philipp Stähelin zum Ständerat für den Kanton Thurgau gewählt und 2003 sowie 2007 bestätigt. Im Januar 2011 gab Bürgi seinen Rücktritt auf Ende der Legislatur bekannt.